# 阿蘭赫區
8°24′0″N 82°32′24″W / 8.40000°N 82.54000°W
阿蘭赫區（西班牙語：Distrito de Alanje），是巴拿馬的一個行政區，位於該國西部，由奇里基省負責管轄，始建於1591年，面積443.3平方公里，2010年人口16,508，人口密度每平方公里37.24人。